# Sweet Water (Alabama)
 Sweet Water, Alabama és una població dels Estats Units a l'estat d'Alabama. Segons el cens del 2000 tenia 234 habitants.

## Demografia
Segons el cens del 2000, Sweet Water tenia 234 habitants, 93 habitatges, i 73 famílies La densitat de població era de 45,9 habitants/km².
Dels 93 habitatges en un 34,4% hi vivien nens de menys de 18 anys, en un 69,9% hi vivien parelles casades, en un 5,4% dones solteres, i en un 21,5% no eren unitats familiars. En el 21,5% dels habitatges hi vivien persones soles el 14% de les quals corresponia a persones de 65 anys o més que vivien soles. El nombre mitjà de persones vivint en cada habitatge era de 2,52 i el nombre mitjà de persones que vivien en cada família era de 2,93.
Per edats la població es repartia de la següent manera: un 24,8% tenia menys de 18 anys, un 3,8% entre 18 i 24, un 29,1% entre 25 i 44, un 26,1% de 45 a 60 i un 16,2% 65 anys o més.
L'edat mediana era de 39 anys. Per cada 100 dones hi havia 107,1 homes. Per cada 100 dones de 18 o més anys hi havia 87,2 homes.
La renda mediana per habitatge era de 50.781 $ i la renda mediana per família de 61.786 $. Els homes tenien una renda mediana de 45.938 $ mentre que les dones 17.000 $. La renda per capita de la població era de 19.582 $. Aproximadament el 2,6% de les famílies i el 4,9% de la població estaven per davall del llindar de pobresa.

## Poblacions més properes
El següent diagrama mostra les poblacions més properes.